# LMO1
LMO1 (англ. LIM domain only 1) – білок, який кодується однойменним геном, розташованим у людей на короткому плечі 11-ї хромосоми. Довжина поліпептидного ланцюга білка становить 156 амінокислот, а молекулярна маса — 17 828.
| 10         |  | 20         |  | 30         |  | 40         |  | 50         |
| ---------- |  | ---------- |  | ---------- |  | ---------- |  | ---------- |
| MMVLDKEDGV |  | PMLSVQPKGK |  | QKGCAGCNRK |  | IKDRYLLKAL |  | DKYWHEDCLK |
| CACCDCRLGE |  | VGSTLYTKAN |  | LILCRRDYLR |  | LFGTTGNCAA |  | CSKLIPAFEM |
| VMRARDNVYH |  | LDCFACQLCN |  | QRFCVGDKFF |  | LKNNMILCQM |  | DYEEGQLNGT |
| FESQVQ     |  |            |  |            |  |            |  |            |

A: Аланін

C: Цистеїн

D: Аспарагінова кислота

E: Глутамінова кислота

F: Фенілаланін

G: Гліцин

H: Гістидин

I: Ізолейцин

K: Лізин

L: Лейцин

M: Метіонін

N: Аспарагін

P: Пролін

Q: Глутамін

R: Аргінін

S: Серин

T: Треонін

V: Валін

W: Триптофан

Задіяний у такому біологічному процесі, як альтернативний сплайсинг. 
Білок має сайт для зв'язування з іонами металів, іоном цинку. 
Локалізований у ядрі.